# Troposporella monospora
Troposporella monospora är en svampart som först beskrevs av W.B. Kendr., och fick sitt nu gällande namn av M.B. Ellis 1976. Troposporella monospora ingår i släktet Troposporella, divisionen sporsäcksvampar och riket svampar.   Inga underarter finns listade i Catalogue of Life.